# Karamay
Karamay (chiń. upr. 克拉玛依; chiń. trad. 克拉瑪依; pinyin Kèlāmǎyī; ujg. قاراماي, Qaramay) – miasto o statusie prefektury miejskiej w północno-zachodnich Chinach, w regionie autonomicznym Sinciang, w Kotlinie Dżungarskiej. W 2010 roku liczba mieszkańców miasta wynosiła 208 229. Prefektura miejska w 1999 roku liczyła 268 600 mieszkańców. Główny ośrodek zagłębia naftowego Karamay. Miasto posiada własny port lotniczy.

## Historia
Rozwój stałego osadnictwa na tym terenie nastąpił pod koniec lat 50. XX wieku, wraz z rozpoczęciem eksploatacji dużych złóż ropy naftowej, które zostały odkryte w 1955 roku. 27 stycznia 1957 roku zgromadzenie ludowe regionu autonomicznego podjęło decyzję o utworzeniu miasta Karamay. Oficjalnie miasto na prawach powiatu Karamay powstało 29 maja 1958 roku na mocy rozporządzenia wydanego przez Radę Państwa.
29 sierpnia 1975 roku z miasta na prawach powiatu Karamay wydzielono oddzielne miasto Kuitun, które przeszło pod administrację prefektury autonomicznej Ili, czego rezultatem było podzielenie terytorium Karamayu na dwie nie graniczące ze sobą części.
16 lutego 1982 roku podjęto decyzję o podniesieniu Karamayu do rangi miasta na prawach prefektury i podzieleniu go na cztery dzielnice. 17 sierpnia 1984 roku Karamay został przekształcony w miasto na prawach podprefektury, lecz 8 sierpnia 1990 roku przywrócono mu status miasta na prawach prefektury.

## Podział administracyjny
Prefektura miejska Karamay podzielona jest na:
- 4 dzielnice: Karamay, Dushanzi, Baijiantan, Urho.